# Edmund Taylor Whittaker
Edmund Taylor Whittaker (Southport, 24 ottobre 1873 – Edimburgo, 24 marzo 1956) è stato un matematico britannico. 
Ha dato una varietà di contributi alla matematica applicata, alla fisica matematica ed alla teoria delle funzioni speciali. Ha avuto un interesse particolare per l'analisi numerica, ma si è occupato anche di meccanica celeste e di storia della fisica. Alla fine della sua carriera ha ricevuto la Medaglia Copley, il più prestigioso riconoscimento onorifico nel campo delle scienze britanniche.

## Vita
Nacque a Southport, in Lancashire e frequentò il liceo (Manchester) ed il Trinity College (Cambridge) dal 1892. A Cambridge si classificò Second Wrangler nell'esame del 1895 e ricevette anche la Medaglia Tyson per la matematica e l'astronomia.
Nel 1896, Whittaker divenne docente al Trinity College e rimase a Cambridge come insegnante fino al 1906. Tra il 1906 ed il 1911 fu Astronomo Reale d'Irlanda e professore di astronomia al Trinity College (Dublino) dove insegnò fisica matematica. Nel 1911 Whittaker divenne titolare di cattedra presso l'Università di Edimburgo e vi rimase per il resto della sua carriera.
Whittaker fu un Cristiano e si convertì alla Chiesa Cattolica Romana (1930). In relazione a questo lo condusse a diventare membro della Pontificia Accademia delle Scienze a partire dal 1936 e ad essere presidente della Newman Society. Precedentemente, nel 1901, aveva sposato a Cambridge la figlia di un erudito ministro Presbiteriano. Da questa unione nacquero cinque figli, tra i quali il matematico John Macnaughten Whittaker (1905-1984).
Nel 1941 egli scrisse per la Royal Society la biografia del famoso matematico italiano Vito Volterra.
Nel 1954 Whittaker ricevette dalla Royal Society la Medaglia Copley, il più alto riconoscimento assegnato dalla Royal Society, "per i suoi brillanti contributi alla matematica pura, alla matematica applicata e alla fisica teorica". Precedentemente, nel 1931, Whittaker aveva ricevuto dalla Royal Society la Medaglia Sylvester "per i suoi originali contributi alla matematica pura e alla matematica applicata". Whittaker morì ad Edimburgo, Scozia.

## Whittaker e Watson
Whittaker è ricordato come l'autore del trattato di analisi matematica dal titolo A Course of Modern Analysis (1902) che, nella seconda edizione del 1915 venne ampliato in collaborazione con George Neville Watson; quest'opera, nota come il Whittaker e Watson, fu uno dei pochi testi di matematica del suo tempo ritenuti indispensabili.

## Funzioni speciali
Whittaker è l'eponimo della funzione di Whittaker o integrale di Whittaker, nozione centrale per la teoria delle funzioni ipergeometriche confluenti. Per questo è anche l'eponimo del modello di Whittaker nella teoria locale delle rappresentazioni automorfe. Whittaker ha pubblicato anche contributi sulle funzioni algebriche e sulle funzioni automorfe e ha fornito le espressioni per le funzioni di Bessel in termini di integrali in cui compaiono le funzioni di Legendre.

## Equazioni differenziali alle derivate parziali
Nella teoria delle equazioni differenziali alle derivate parziali, Whittaker determinò una soluzione generale dell'equazione di Laplace in tre dimensioni e la soluzione dell'equazione delle onde. Whittaker sviluppò il potenziale del campo elettrico come un flusso bidirezionale di energia (a volte indicato col termine di correnti alternate). In due articoli del 1903 e 1904 mostrò come un qualsiasi potenziale può essere espresso tramite una serie di onde del tipo di Fourier. La sovrapposizione di coppie di onde di andata e di ritorno determina i campi "statici" (ossia il potenziale scalare). Secondo questa visione, la struttura del potenziale elettrico è determinata da due contributi opposti ma bilanciati. Whittaker suggerì che la stessa gravità possegga una natura di tipo ondulatorio.

## Matematica applicata e fisica matematica
Whittaker scrisse The Calculus of Observations: a treatise on numerical mathematics (1924) e Treatise on the Analytical Dynamics of Particles and Rigid Bodies: With an Introduction to the Problem of Three Bodies (1937). Egli inoltre fu curatore della Fundamental Theory (1946) di Eddington e scrisse From Euclid to Eddington, A Study of Conceptions of the External World (1949), includendovi una prima descrizione da storico della ricerca degli anni tra il 1900 ed il 1925.

## Storia della scienza
Nel 1910, scrisse A History of the Theories of Aether and Electricity, nella quale forniva una descrizione molto dettagliata delle teorie dell'etere da Cartesio a Hendrik Lorentz e che rese Whittaker un rispettato storico della scienza. Nel 1951 (Vol. 1) e 1953 (Vol. 2), pubblicò un'edizione riveduta ed estesa del testo in due volumi. Il secondo volume contiene alcune affermazioni controverse. Ad esempio, il testo contiene un capitolo intitolato La Teoria della Relatività di Poincaré e Lorentz, dove egli attribuisce a questi due scienziati lo sviluppo della teoria della relatività ristretta e riconosce all'articolo di Albert Einstein sulla relatività soltanto un ruolo secondario. Inoltre, Whittaker attribuisce a Poincaré la formula {\displaystyle E=mc^{2}}.

## Pubblicazioni
- Whittaker, Edmund Taylor, A Course of Modern Analysis. 1902.
- Whittaker, Edmund Taylor, On the partial differential equations of mathematical physics. Math. Ann., Vol. 57, 1903, p. 333 - 355.
- Whittaker, Edmund Taylor, On an expression of the electromagnetic field due to electrons by means of two scalar potential functions. Proc. Lond. Math. Soc. Series 2, Vol. 1, 1904, p. 367 - 372.
- Whittaker, Edmund Taylor, On the functions which are represented by the expansions of the interpolation theory, Proc. Royal Soc. Edinburgh, Sec. A, vol.35, pp. 181–194, 1915.
- Whittaker, Edmund Taylor, On the quantum mechanism in the atom. Proc. R. Soc. Edinb., Vol. 42, 1922, p. 129 - 146.
- Whittaker, Edmund Taylor, The Calculus of Observations: a treatise on numerical mathematics. 1924.
- Whittaker, Edmund Taylor, A Treatise on the Analytical Dynamics of Particles and Rigid Bodies".1927.
- Whittaker, Edmund Taylor, Space and Spirit. Theories of the Universe and the Arguments for the Existence of God. 1946.
- Whittaker, Edmund Taylor, The beginning and End of the World Oxford 1942.
- Whittaker, Edmund Taylor, Eddington's Principle in the philosophy of Science Cambridge 1951.
- Whittaker, Edmund Taylor, From Euclid to Eddington: A Study of Conceptions of the External World Dover 1958.